# 512 (tal)
512 är det naturliga heltal som följer 511 och följs av 513.

## Inom matematiken
- 512 är en tvåpotens.
- 512 är en kub av 8.
- 512 är ett nästan-perfekt tal.
- 512 är ett Leylandtal.
- 512 är ett Dudeneytal.
- 512 är ett frugalt tal.
- 512 är ett ikosagontal[1].
- 512 är ett jämnt tal.

## I vetenskapen
512 Taurinensis, en asteroid som korsar planeten Mars bana.